# ウイルス
ウイルス（英語: virus〈ヴァイラス〉, ラテン語: virus〈ウィールス〉, 中国語: 病毒）は、他生物の細胞を利用して自己を複製させる、極微小な感染性の構造体で、タンパク質の殻とその内部に入っている核酸からなる。ウイルスは1930年代に電子顕微鏡が用いられるようになったことで観察が可能になり、その存在が知られるようになった。
生命の最小単位である細胞やその生体膜である細胞膜も持たないこと、小器官がないこと、自己増殖することがないことから、生物かどうかについて議論がある。一般的には「ウイルスは生物ではない」とされるが、フランスの進化生物学者パトリック・フォルテールのように、生物に含める見解もある。ウイルスが宿主に感染した状態（ヴァイロセル、virocell）を本来の姿と捉えれば生物のようにふるまっていること、ミミウイルスのように多数の遺伝子を持った巨大なウイルスもあることなどを理由としている。
ウイルスを生命体と見なせば、その数や多様性は地球上で最も多く（見なさない場合、個体数は微生物、種類は甲虫類が最も多い）、メタゲノム解析の実用化により様々な環境にウイルスが見つかっている。宿主に残ったウイルス由来の遺伝子が生物進化に関わったり、地球の生態系や気候にも影響を与えたりしている。動物や植物のほかほぼ全ての生物に特有のウイルスが存在する。ヒトを含めた動植物に感染症など疾病を引き起こすウイルスは一部であるが、発見・分析されていないウイルスが野生鳥獣を宿主とするものだけで170万種あり、その半数が人獣共通感染症の病原体になるリスクがあると推計されている。

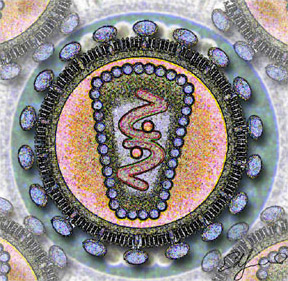
ヒト免疫不全ウイルスの模式図

## 名称
ウイルスの英語virusの語源は、ラテン語の「virus」で病毒因子という意味であり、英語のvirusは古くは動物が出す毒液も含めて用いられていた。
ヨーロッパの主な言語での発音を以下に列挙する。
| 言語       | 文法的性     | 単数形 | 単数形       | 単数形 | 複数形               |
| 言語       | 文法的性     | 綴り   | 発音         | 発音   | 綴り                 |
| 言語       | 文法的性     | 綴り   | 国際音声記号 |        | 綴り                 |
| ---------- | ------------ | ------ | ------------ | ------ | -------------------- |
| ラテン語   | 中性         | vīrus  | [ˈwiːrʊs]    |        | vīra                 |
| イタリア語 | 男性         | virus  | [ˈvirus]     |        | virus                |
| ドイツ語   | 中性又は男性 | Virus  | [ˈviːrʊs]    |        | Vira, Viren          |
| スペイン語 | 男性         | virus  | [ˈbiɾus]     |        | virus                |
| フランス語 | 男性         | virus  | [viʁys]      |        | virus                |
| 英語       | －           | virus  | [ˈvaɪɹəs]    |        | viruses (viri, vira) |

以上のような発音をもとに、多様な日本語表記が使用された。
| 音写 （語頭の "vi" の音写の違いで分類） | 音写 （語頭の "vi" の音写の違いで分類） | 音写 （語頭の "vi" の音写の違いで分類） | 音写 （語頭の "vi" の音写の違いで分類） | 音写 （語頭の "vi" の音写の違いで分類） | 音写 （語頭の "vi" の音写の違いで分類） | 意訳              |
| "v"＼"vi"                               | "v"＼"vi"                               | 1音節                                   | 1音節                                   | 2音節                                   | 2音節                                   | 意訳              |
| "v"＼"vi"                               | "v"＼"vi"                               | 1モーラ                                 | 2モーラ （長音含む）                    | 3モーラ （長音含む）                    | 2モーラ                                 | 意訳              |
| --------------------------------------- | --------------------------------------- | --------------------------------------- | --------------------------------------- | --------------------------------------- | --------------------------------------- | ----------------- |
| 子音                                    | [b]                                     | ビルス                                  | ビールス                                | ビイールス                              | バイラス                                | 病毒 濾過性病原体 |
| 子音                                    | [v]                                     | ヴィルス                                | ヴィールス                              | ヴイールス ヴヰールス                   | ヴァイラス ヷイラス                     | 病毒 濾過性病原体 |
| 子音                                    | [w]（[β̞]）                              | ウィルス                                | ウィールス                              |                                         | ワイラス                                | 病毒 濾過性病原体 |
| 母音                                    | [u̜]/[ɯ̹]                                 |                                         |                                         | ウイールス                              | ウイルス                                | 病毒 濾過性病原体 |

日本語表記としてはラテン語に近い「ウィールス」や「ウイルス」あるいはドイツ語に近い「ビールス」や「ヴィールス」があった。1949年（昭和24年）に日本ウイルス学会の前身となる「ヴィールス談話会」が発足した後、1953年（昭和28年）に日本ウイルス学会が設立されたのを機に、「ウイルス」という表記が採用された。その一方、日本医学会はドイツ語発音に由来する「ビールス」を用い、1970年代頃は「ビールス」呼称が学校や一般で使用されていた。現在は宿主に関わらず「ウイルス」が正式名称である。表記上は「イ」が大文字の「ウイルス」と小文字の「ウィルス」があるが、メディアでも直音の大文字で表記されることが一般的になっている。

なお、ウイルスの細胞外粒子を表す「英: virion」の語には、「ウイリオン」ではなく「ビリオン」の読み表記が定着している。

## 特徴
ウイルスは細胞を構成単位とせず、自己増殖はできないが、遺伝子を有するという、非生物・生物両方の特性を持っている。自然科学・生物学上、生物・生命の定義を厳密に行うことはできていないため、便宜的に細胞を構成単位とし、代謝し、自己増殖できるものを生物と呼んでおり、ウイルスは「非細胞性生物」あるいは「生物学的存在」と見なされている。感染することで宿主の恒常性に影響を及ぼし、病原体としてふるまうことがある。
ウイルスを対象として研究する分野はウイルス学と呼ばれる。

### 一般的な生物との違い
|                  | 一般的な原核生物 （例：大腸菌） | マイコプラズマ         | ナノアルカエウム・エクウィタンス | リケッチア                   | クラミジア                   | ファイトプラズマ             | ウイルス                     |
| ---------------- | ------------------------------- | ---------------------- | -------------------------------- | ---------------------------- | ---------------------------- | ---------------------------- | ---------------------------- |
| 構成単位         | 細胞                            | 細胞                   | 細胞                             | 細胞                         | 細胞                         | 細胞                         | ウイルス粒子                 |
| 遺伝情報の担体   | DNA                             | DNA                    | DNA                              | DNA                          | DNA                          | DNA                          | DNAまたはRNA                 |
| 増殖様式         | 対数増殖（分裂や出芽）          | 対数増殖（分裂や出芽） | 対数増殖（分裂や出芽）           | 対数増殖（分裂や出芽）       | 対数増殖（分裂や出芽）       | 対数増殖（分裂や出芽）       | 一段階増殖 暗黒期の存在      |
| ATPの合成        | できる                          | できる                 | できる                           | できる                       | できない                     | できる                       | できない                     |
| タンパク質の合成 | できる                          | できる                 | できる                           | できる                       | できる                       | できる                       | できない                     |
| 細胞壁           | ある                            | ない                   | ある                             | ある                         | ある                         | ない                         | ない                         |
| 単独で増殖       | できる                          | できる                 | できない （他生物に付着）        | できない（偏性細胞内寄生性） | できない（偏性細胞内寄生性） | できない（偏性細胞内寄生性） | できない（偏性細胞内寄生性） |

ウイルスは以下のような点で、一般的な生物と大きく異なる。
1. 非細胞性で細胞質などは持たない。基本的にはタンパク質と核酸からなる粒子である（→ウイルスの構造）。
2. 大部分の生物は細胞内部にDNAとRNAの両方の核酸が存在するが、ウイルス粒子内には基本的にどちらか片方だけしかない。
3. 他のほとんどの生物の細胞は2nで指数関数的に増殖するのに対し、ウイルスは一段階増殖をする。また、ウイルス粒子が見かけ上消えてしまう「暗黒期」が存在する。
4. 代謝系を持たず、自己増殖できない。他生物の細胞に寄生することによってのみ増殖できる[24]。
5. 自分自身でエネルギーを産生せず、宿主細胞の作るそれを利用する[24]。

なお、4はウイルスだけに見られるものではなく、リケッチアやクラミジア、ファイトプラズマなど一部の細菌や真核生物にも同様の特徴を示すものがある。
細胞は生きるのに必要なエネルギーを作る製造ラインを持っているが、ウイルスはその代謝を行っておらず、代謝を宿主細胞に完全に依存し、宿主の中でのみ増殖が可能である。ウイルスに唯一できることは他の生物の遺伝子の中に彼らの遺伝子を入れる事である。厳密には自らを入れる能力も持っておらず、細胞が正常な物質と判別できず、ウイルスのタンパク質を増産するのを利用しているだけである。
これらの性質から、ウイルスを生物と見做さない言説も多いが、メガウイルス、ミミウイルスなど、細菌に非常に近い構造を持つウイルスも存在することから、少なくとも一部は遺伝子の大部分を捨て去り、寄生に特化した生物の一群由来であろうことが強く示唆されている。一方、レトロウイルスとトランスポゾンの類似性もまた、少なくとも一部のウイルスは機能性核酸が独立・進化したものである可能性を強く示唆している。つまり、ウイルスとして纏められている物は多元的であり、人為分類群である可能性が非常に高い。
しかし、その後の研究で、メガウイルスやミミウイルスなどの巨大ウイルスも、遥かに小さく典型的なウイルスからトランスポゾンを経て、比較的最近になって進化・巨大化した説が強くなっている。2019年、ICTVは、巨大ウイルスをウァリドナウィリアのバンフォルドウイルス界、巨大核質DNAウイルス門、メガウイルス綱に分類した。これは天然痘ウイルスやアフリカ豚熱ウイルスに比較的近い。両者はポリントンと呼ばれる、原生生物のDNA内に組み込まれているトランスポゾンから進化した可能性が高いとされる。これは、主要カプシドタンパク質やパッケージングタンパク質の比較から強く支持される。

### ウイルスの系統
ウイルスはタンパク質の殻の中にある遺伝物質の違いから、大きくDNAウイルスとRNAウイルスに分けられる（詳細は「ウイルスの分類」を参照）。
ウイルスの命名は国際ウイルス分類委員会（国際ウイルス命名委員会、International Committee on Taxonomy of Viruses）が管理しており、遺伝物質がDNAウイルスかRNAウイルスか、環状か鎖状か、宿主の種類などをもとに生物と同様に科、属、種を分類して命名している。

## 発見

粒子状物質の分類（マイクロメートル）

微生物学の歴史は、1674年にオランダのレーウェンフックが、顕微鏡観察によって細菌を見出したことに始まり、その後1860年にフランスのルイ・パスツールが生物学や醸造学における細菌の意義を、1876年にドイツのロベルト・コッホが、医学における細菌の意義を明らかにしたことで大きく展開した。特にコッホが発見し提唱した「感染症が病原性細菌によって起きる」という考えが医学に与えた影響は大きく、それ以降、感染症の原因は寄生虫を除いて、全て細菌によるものだと考えられていた。
1892年、ロシアのドミトリー・イワノフスキーは、タバコモザイク病の病原が細菌濾過器（当時は粘土を素焼きしたもの）を通過しても感染性を失わないことを発見。それが細菌よりも微小な、光学顕微鏡では観察できない存在であることを報告した。しかし、病原体は細菌であるという考えを捨てきれなかった。またこの研究とは別に、1898年にドイツのフリードリヒ・レフラーとパウル・フロッシュが口蹄疫の病原体の分離を試み、これが同様の存在であることを突き止め、「filterable virus（濾過性病原体）」と呼称した。同年にオランダのマルティヌス・ベイエリンクはイワノフスキーと同様の研究を行って、同じように見出された未知の性質を持つ病原体を「Contagium vivum fluidum（生命を持った感染性の液体）」と呼んだ。
レフラーは濾過性病原体を小さな細菌と考えていたが、ベイエリンクは分子であると考え、これが細胞に感染して増殖すると主張した。彼の主張はすぐには受け入れられなかったが、同様の性質をもった病原体やファージが発見されていくことで、一般にもウイルスの存在が信じられるようになった。その後、物理化学的な性質が徐々に解明され、ウイルスはタンパク質からできていると考えられた。
1935年、アメリカ合衆国のウェンデル・スタンリーがタバコモザイクウイルスの結晶化に成功し、これによってウイルスは電子顕微鏡によって初めて可視化されることとなった。また彼の発見したこの結晶は、感染能を持っていることを示し、化学物質のように結晶化できる生物の存在は生物学・科学界に衝撃を与えた。彼はこの業績により、1946年にノーベル化学賞を受賞した。
スタンリーは、ウイルスが自己触媒能を持つ巨大なタンパク質であるとしたが、翌年に少量のRNAが含まれることが示された。当時は遺伝子の正体は未解明であり、遺伝子タンパク質説が有力とされていた。当時は、病原体は能動的に病気を引き起こすと考えられていたので、分子ロボット（今で言うナノマシン）のようなもので、人が病気になるということに科学者たちは驚いた。それでも当時はまだ、病原体であるには細菌ほどの複雑な構造、少なくとも自己のタンパク質をコードする遺伝子ぐらいは、最低限持っていなくては病原体になりえない、と思われていた。
1952年に行われたハーシーとチェイスの実験は、バクテリオファージにおいてDNAが遺伝子の役割を持つことを明らかにし、これを契機にウイルスの繁殖、ひいてはウイルスの性質そのものの研究が進むようになった。同時に、この実験は生物の遺伝子がDNAであることを示したものと解せられた。
その後の研究で、大きさやゲノム、遺伝子の数で一部の細菌を上回るウイルスも発見されるようになった。750nmというサイズから1992年に細菌と誤認された「ブラッドフォード球菌」は、電子顕微鏡による解析が進められて、2003年にウイルスだったと確認された（ミミウイルス）。2013年には長径1000nmのパンドラウイルス、翌2014年には長径1500nmの「ピソウイルス」が発見された（「巨大核質DNAウイルス」参照）。

## 構造

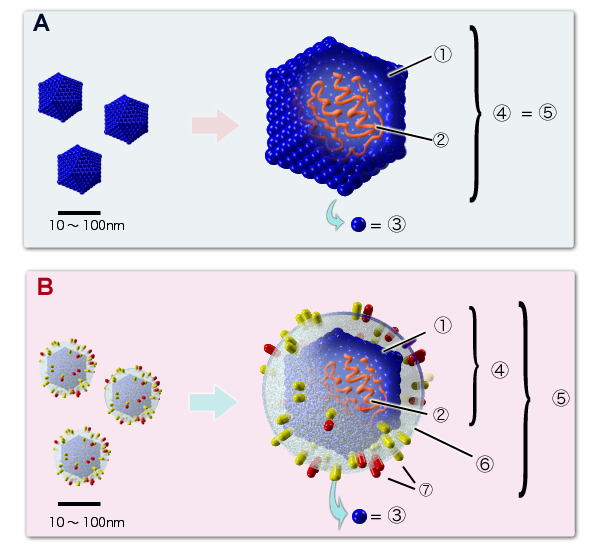
ウイルスの基本構造
（A）エンベロープを持たないウイルス、（B）エンベロープを持つウイルス、1. カプシド、2. ウイルス核酸、3. カプソマー、4. ヌクレオカプシド、5. ビリオン、6. エンベロープ、7. スパイクタンパク質

ウイルスの基本構造は、粒子の中心にあるウイルス核酸と、それを取り囲むカプシド (英: capsid) と呼ばれるタンパク質の殻から構成された粒子である。ウイルス核酸とカプシドを併せたものをヌクレオカプシド (英: nucleocapsid) と呼ぶ。ウイルスの形状はカプシドの形によって基本的には正20面体型（立方対称型）と螺旋対称型に分けられる。ウイルスによっては、エンベロープ (英: envelope) と呼ばれる膜成分など、ヌクレオカプシド以外の物質を含むものがある。これらの構成成分を含めて、そのウイルスにとって必要な構造を全て備え、宿主に対して感染可能な「完全なウイルス粒子」をビリオンと呼ぶ。
ウイルスの大きさ（長径）は小さいもので20〜40nmで大きいものも含め平均すると100nmほどである。最も大きい天然痘ウイルスは長径300nmで原核生物で最も小さいマイコプラズマ（200〜300nm）よりも大きい。ウイルスは光学顕微鏡では観察できず、電子顕微鏡が必要だが、電子線を照射するため生きた細胞内のウイルスを観察することはできない。

### ウイルス核酸
ウイルス核酸は、通常、DNAかRNAのどちらか一方である。すなわち、他の生物が一個の細胞内にDNA（遺伝子として）とRNA（mRNA、rRNA、tRNAなど）の両方の分子を含むのに対して、ウイルスの一粒子にはその片方しか含まれない（ただしDNAと共にRNAを一部含むB型肝炎ウイルスのような例外も稀に存在する）。そのウイルスが持つ核酸の種類によって、ウイルスはDNAウイルスとRNAウイルスに大別される。さらに、それぞれの核酸が一本鎖か二本鎖か、一本鎖のRNAであればmRNAとしての活性を持つか持たないか（プラス鎖RNAかマイナス鎖RNAか）、環状か線状か、などによって細かく分類される。ウイルスのゲノムは他の生物と比べてはるかにサイズが小さく、またコードしている遺伝子の数も極めて少ない。例えば、ヒトの遺伝子が数万個あるのに対して、ウイルスでは3〜100個ほどだと言われる。
ウイルスは基本的にタンパク質と核酸からなる粒子であるため、ウイルスの複製（増殖）のためには少なくとも
1. タンパク質の合成
2. ウイルス核酸の複製
3. 1. 2.を行うために必要な、材料の調達とエネルギーの産生

が必要である。しかしほとんどのウイルスは、1や3を行うのに必要な酵素の遺伝情報を持たず、宿主細胞の持つタンパク合成機構や代謝、エネルギーを利用して、自分自身の複製を行う。ウイルス遺伝子には自分の遺伝子（しばしば宿主と大きく異なる）を複製するための酵素の他、宿主細胞に吸着・侵入したり、あるいは宿主の持つ免疫機構から逃れたりするための酵素などがコードされている。
ウイルスによっては、カプシドの内側に、核酸と一緒にカプシドタンパク質とは異なるタンパク質を含むものがある。このタンパク質とウイルス核酸を合わせたものを「コア」と呼び、このタンパク質を「コアタンパク質」と呼ぶ。

### カプシド
カプシド (英: capsid) は、ウイルス核酸を覆っているタンパク質であり、ウイルス粒子が細胞の外にあるときに内部の核酸をさまざまな障害から守る「殻」の役割をしていると考えられている。ウイルスが宿主細胞に侵入した後、カプシドが壊れて（脱殻、だっかく）内部のウイルス核酸が放出され、ウイルスの複製がはじまる。
カプシドは、同じ構造を持つ小さなタンパク質（カプソマー）が多数組み合わさって構成されている。この方式は、ウイルスの限られた遺伝情報量を有効に活用するために役立っていると考えられている。小さなタンパク質はそれを作るのに必要とする遺伝子配列の長さが短くてすむため、大きなタンパク質を少数組み合わせて作るよりも、このように小さいタンパク質を多数組み合わせる方が効率がよいと考えられている。

### ヌクレオカプシド

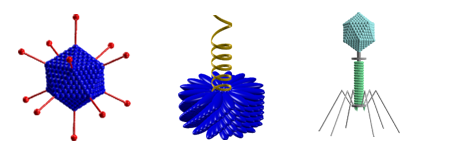
ヌクレオカプシドの対称性(左) 正二十面体様(中) らせん構造(右)構造の複雑なファージ

ウイルス核酸とカプシドを合わせたものをヌクレオカプシド (英: nucleocapsid) と呼ぶ。エンベロープを持たないウイルスではヌクレオカプシドはビリオンと同じものを指す。言い換えればヌクレオカプシドは全てのウイルスに共通に見られる最大公約数的な要素である。
ヌクレオカプシドの形はウイルスごとに決まっている。基本的には正20面体型（立方対称型）と螺旋対称型に分けられる。ただし、天然痘の原因であるポックスウイルスやバクテリオファージなどでは、ヌクレオカプシドは極めて複雑な構造であり、単純な対称性は持たない。

### エンベロープ
エンベロープ (英: envelope) は、単純ヘルペスウイルスやインフルエンザウイルス、ヒト免疫不全ウイルスなど一部のウイルス粒子に見られる膜状の構造のこと。これらのウイルスにおいて、エンベロープはウイルス粒子（ビリオン）の最も外側に位置しており、ウイルスの基本構造となるウイルスゲノムおよびカプシドタンパク質を覆っている。エンベロープの有無はウイルスの種類によって決まっており、分離されたウイルスがどの種類のものであるかを鑑別する際の指標の一つである。
エンベロープは、ウイルスが感染した細胞内で増殖し、そこから細胞外に出る際に細胞膜あるいは核膜などの生体膜を被ったまま出芽することによって獲得されるものである。このため、基本的には宿主細胞の脂質二重膜に由来するものであるが、この他にウイルス遺伝子にコードされている膜タンパク質の一部を細胞膜などに発現した後で膜と一緒にウイルス粒子に取り込み、エンベロープタンパク質としてビリオン表面に発現させている。これらのエンベロープタンパク質には、そのウイルスが宿主細胞に吸着・侵入する際に細胞側が持つレセプターに結合したり、免疫などの生体防御機能を回避したりなど、様々な機能を持つものが知られており、ウイルスの感染に重要な役割を果たしている。
細胞膜に由来するエンベロープがあるウイルスでは、エンベロープタンパク質が細胞側のレセプターに結合した後、ウイルスのエンベロープと細胞膜とが膜融合を起こすことで、エンベロープ内部に包まれていたウイルスの遺伝子やタンパク質を細胞内に送り込む仕組みのものが多い。
エンベロープはその大部分が脂質から成るためエタノールや有機溶媒、石けんなどで処理すると容易に破壊することができる。このため一般にエンベロープを持つウイルスは、消毒用アルコールでの不活化が、エンベロープを持たないウイルスに比べると容易である。

## 増殖

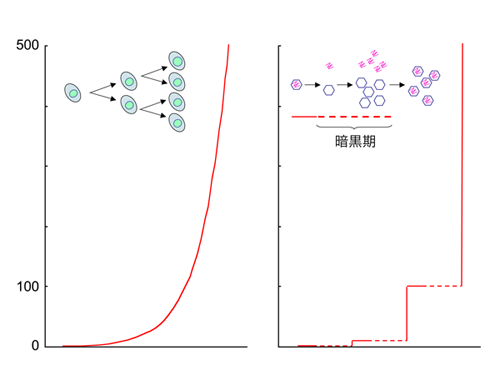
細胞（左）とウイルス（右）の増殖様式

ウイルスは、それ自身単独では増殖できず、他の生物の細胞内に感染して初めて増殖可能となる。このような性質を偏性細胞内寄生性と呼ぶ。また、一般的な生物の細胞が2分裂によって 2n で対数的に数を増やす（対数増殖）のに対し、ウイルスは1つの粒子が、感染した宿主細胞内で一気に数を増やして放出（一段階増殖）する。また感染したウイルスは細胞内で一度分解されるため、見かけ上ウイルス粒子の存在しない期間（暗黒期）がある。
もちろん、ウイルスは細菌よりも小さく、その遺伝物質であるDNAやRNAはタンパク質の外殻に包まれている。ウイルスに寄生された細胞は、通常の生命維持の機能を果たせなくなり、ウイルス工場となって他の細胞を感染させ、最終的にはウイルス工場となった細胞は破壊されてしまう。
ウイルスの増殖は以下のようなステップで行われる。
細胞表面への吸着 → 細胞内への侵入 → 脱殻（だっかく） → 部品の合成 → 部品の集合 → 感染細胞からの放出

### 細胞表面への吸着
ウイルス感染の最初のステップはその細胞表面に吸着することである。ウイルスが宿主細胞に接触すると、ウイルスの表面にあるタンパク質が宿主細胞の表面に露出しているいずれかの分子を標的にして吸着する。このときの細胞側にある標的分子をそのウイルスに対するレセプターと呼ぶ。ウイルスが感染するかどうかは、そのウイルスに対するレセプターを細胞が持っているかどうかに依存する。代表的なウイルスレセプターとしては、インフルエンザウイルスに対する気道上皮細胞のシアル酸糖鎖や、ヒト免疫不全ウイルスに対するヘルパーT細胞表面のCD4分子などが知られている。

### 細胞内への侵入
細胞表面に吸着したウイルス粒子は、次に実際の増殖の場になる細胞内部へ侵入する。侵入のメカニズムはウイルスによって様々であり、代表的なものに以下のようなものがある。
エンドサイトーシスによる取り込み
細胞自身が持っているエンドサイトーシスの機構によって、エンドソーム小胞として細胞内に取り込まれ、その後でそこから細胞質へと抜け出すもの。エンベロープを持たないウイルスの多くや、インフルエンザウイルスなどに見られる。
膜融合
吸着したウイルスのエンベロープが細胞の細胞膜と融合し、粒子内部のヌクレオカプシドが細胞質内に送り込まれるもの。多くの、エンベロープを持つウイルスに見られる。
能動的な遺伝子の注入
Tファージなどのバクテリオファージに見られ、吸着したウイルスの粒子から尾部の管を通してウイルス核酸が細胞質に注入される。注入とは言っても、ウイルス粒子の尾部が細菌の細胞壁を貫通した後の遺伝子の移動は、細菌細胞が生きていないと起こらないため、細菌の細胞自体の作用によって吸い込まれるのではないかと言われている。

### 脱殻
細胞内に侵入したウイルスは、そこで一旦カプシドが分解されて、その内部からウイルス核酸が遊離する。この過程を脱殻と呼ぶ。脱殻が起こってから粒子が再構成されるまでの期間は、ビリオン（感染性のある完全なウイルス粒子）がどこにも存在しないことになり、この時期を暗黒期、あるいは日食や月食になぞらえてエクリプス期 (eclipse period) と呼ぶ。

### 部品の合成
脱殻により遊離したウイルス核酸は、次代のウイルス（娘ウイルス）の作成のために大量に複製されると同時に、さらにそこからmRNAを経て、カプソマーなどのウイルス独自のタンパク質が大量に合成される。すなわちウイルスの合成は、その部品となる核酸とタンパク質を別々に大量生産し、その後で組み立てるという方式で行われる。
ウイルス核酸は宿主細胞の核酸とは性質的に異なる点が多いために、その複製は宿主の持つ酵素だけではまかなえないため、それぞれのウイルスが独自に持つDNAポリメラーゼ、RNAポリメラーゼなど、転写・複製に関わる酵素が使われる。また逆転写酵素を持つレトロウイルスでは、宿主のDNAに自分の遺伝子を組み込むことで、宿主のDNA複製機構も利用する。
タンパク質の合成には、そのタンパク質をコードするmRNAを作成するためにウイルス独自の酵素を必要とする場合がある。mRNAからタンパク質への翻訳は、宿主細胞の持つ、リボソームなどのタンパク質合成系を利用して行われる。

### 部品の集合とウイルス粒子の放出
別々に大量生産されたウイルス核酸とタンパク質は細胞内で集合する。最終的にはカプソマーがウイルス核酸を包み込み、ヌクレオカプシドが形成される。この機構はウイルスによってまちまちであり、まだ研究の進んでないものも多い。細胞内で集合したウイルスは、細胞から出芽したり、あるいは感染細胞が死ぬことによって放出されたりする。このときエンベロープを持つウイルスの一部は、出芽する際に被っていた宿主の細胞膜の一部をエンベロープとして獲得する。

## 宿主に与える影響
ウイルスによる感染は、宿主となった生物に細胞レベルや個体レベルで様々な影響を与える。その多くの場合、ウイルスが病原体として作用し、宿主にダメージを与えるが、一部のファージやレトロウイルスなどに見られるように、ウイルスが外来遺伝子の運び屋として作用し、宿主の生存に有利に働く例も知られている。

### 細胞レベルでの影響

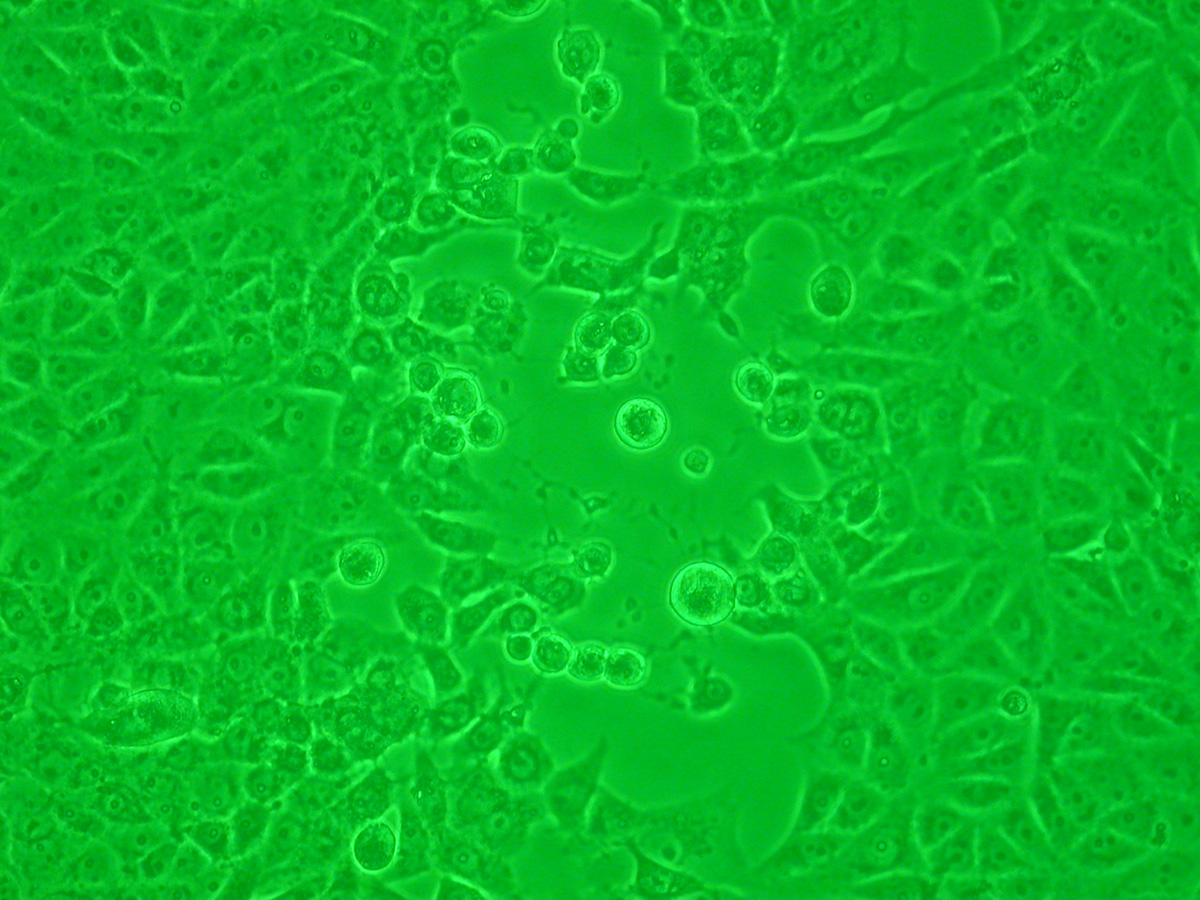
細胞変性効果（円形化）培養フラスコの底に敷石状に生育している培養細胞がウイルスの感染によって円く変形し、やがてフラスコからはがれてプラーク（空隙、写真中央）を形成する。

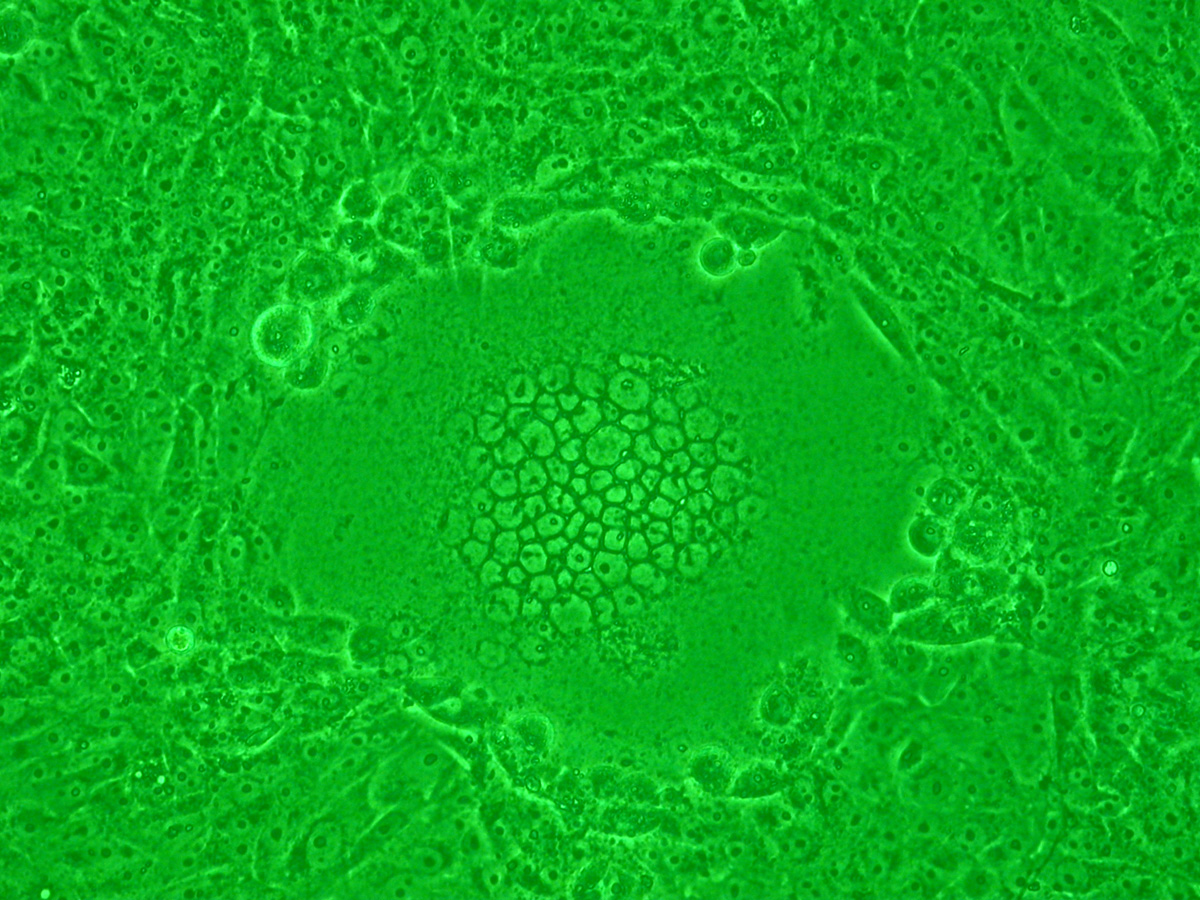
細胞変性効果（合胞体）敷石状に生育した培養細胞同士がウイルス感染によって細胞膜の融合を起こし、細胞核が中央に凝集して（写真中央）多核巨細胞様の形態になる。

ウイルスが感染して増殖すると、宿主細胞が本来自分自身のために産生・利用していたエネルギーや、アミノ酸などの栄養源がウイルスの粒子複製のために奪われ、いわば「ウイルスに乗っ取られた」状態になる。
これに対して宿主細胞はタンパク質や遺伝子の合成を全体的に抑制することで抵抗しようとし、一方でウイルスは自分の複製をより効率的に行うために、様々なウイルス遺伝子産物を利用して、宿主細胞の生理機能を制御しようとする。またウイルスが自分自身のタンパク質を一時に大量合成することは細胞にとって生理的なストレスになり、また完成した粒子を放出するときには宿主の細胞膜や細胞壁を破壊する場合もある。このような原因から、ウイルスが感染した個胞では様々な生理的・形態的な変化が現れる。
この現象のうち特に形態的な変化を示すものを細胞変性効果 (cytopathic effect, CPE) と呼ぶ。ウイルスによっては、特定の宿主細胞に形態的に特徴のある細胞変性効果を起こすものがあり、これがウイルスを鑑別する上での重要な手がかりの一つになっている。代表的な細胞変性効果としては、細胞の円形化・細胞同士の融合による合胞体 (synsitium) の形成・封入体の形成などが知られる。
様々な生理機能の変化によって、ウイルスが感染した細胞は最終的に以下のいずれかの運命を辿る。
ウイルス感染による細胞死
ウイルスが細胞内で大量に増殖すると、細胞本来の生理機能が破綻したり細胞膜や細胞壁の破壊が起きたりする結果として、多くの場合、宿主細胞は死を迎える。ファージ感染による溶菌現象もこれにあたる。多細胞生物の細胞では、ウイルス感染時に細胞周期を停止させたり、MHCクラスIなどの抗原提示分子を介して細胞傷害性T細胞を活性化したりして、アポトーシスを起こすことも知られている。感染した細胞が自ら死ぬことで周囲の細胞にウイルスが広まることを防いでいると考えられている。がん細胞にウイルスを人為的に投与して感染させて破壊するウイルス療法が実施・研究されている。
持続感染
ウイルスによっては、短期間で大量のウイルスを作って直ちに宿主を殺すのではなく、むしろ宿主へのダメージが少なくなるよう少量のウイルスを長期間に亘って持続的に産生（持続感染）するものがある。宿主細胞が増殖する速さと、ウイルス複製による細胞死の速さが釣り合うと持続感染が成立する。テンペレートファージによる溶原化もこれにあたる。持続感染の中でも、特にウイルス複製が遅くて、ほとんど粒子の複製が起こっていない状態を潜伏感染と呼ぶ。
細胞の不死化とがん化
多細胞生物に感染するウイルスの一部には、感染した細胞を不死化したり、がん化したりするものが存在する。このようなウイルスを腫瘍ウイルスあるいはがんウイルスと呼ぶ。ウイルスが宿主細胞を不死化あるいはがん化させるメカニズムはまちまちであるが、宿主細胞が感染に抵抗して起こす細胞周期停止やアポトーシスに対抗して、細胞周期を進行させたりアポトーシスを抑制したりする遺伝子産物を作る場合（DNAがんウイルス）や、細胞の増殖を活性化する場合、またレトロウイルスでは宿主細胞のゲノムにウイルス遺伝子を組み込む際、がん抑制遺伝子を損傷することで、宿主細胞をがん化することも知られている。

### 個体レベルでの影響
ウイルス感染は、細胞レベルだけでなく多細胞生物の個体レベルでも、様々な病気を引き起こす。このような病気を総称してウイルス感染症と呼ぶ。インフルエンザや天然痘、麻疹、風疹、後天性免疫不全症候群 (AIDS)、新型コロナウイルス感染症などの病気がウイルス感染症に属しており、これら感染症の病原ウイルスはしばしばパンデミックを引き起こして人類に多くの犠牲者を出した。
また、動物ではウイルス感染が起きると、それに抵抗して免疫応答が引き起こされる。血液中や粘液中のウイルス粒子そのものに対しては、ウイルスに対する中和抗体が作用する（液性免疫）ことで感染を防ぐ。感染した後の細胞内のウイルスに対しては抗体は無効であるが、細胞傷害性T細胞やNK細胞などが感染細胞を殺す（細胞性免疫）ことで感染の拡大を防ぐ。免疫応答はまた、特定のウイルス感染に対して人工的に免疫を付与するワクチンによっても産生され得る。AIDSやウイルス性肝炎の原因となるものを含む一部のウイルスは、これらの免疫応答を回避し、慢性感染症を引き起こす。
ウイルス感染症における症状の中には、ウイルス感染自体による身体の異常もあるが、むしろ発熱、感染細胞のアポトーシスなどによる組織傷害のように、上記のような免疫応答を含む、対ウイルス性の身体の防御機構の発現自体が健康な身体の生理機構を変化させ、さらには身体恒常性に対するダメージともなり、疾患の症状として現れるものが多い。
人類は生物進化の最後尾にあり、他の動物からのホストジャンプにより多数のウイルスがヒトにとっての病原体となったと考えられる。それらのウイルスも、天然の宿主では無害であることが多い。そうなる仕組みは、弱毒化したウイルスが感染した宿主は長期間行動し、感染の機会が増えるため、ウイルスの適応進化を起こす、と考えられる。すなわち、一般に長い目で見ればウイルスは弱毒化する。しかし、短期的には強毒化する場合もあり、長期的な弱毒化を理由にウイルスを軽視することはできない。